# Axexela
Axexela es una localidad mexicana, ubicada en el municipio de Zacatelco, en el estado de Tlaxcala.

## Geografía
Se encuentra a una altitud de 2 200 m s. n. m., aproximadamente a 9 km de la cabecera municipal, Zacatelco.

## Demografía

### Población
Conforme al Censo de Población y Vivienda 2010 realizado por el Instituto Nacional de Estadística y Geografía (INEGI) con fecha censal del 12 de junio de 2010, Axexela contaba hasta ese año con un total de 54 habitantes, de dicha cifra, 34 eran hombres y 20 eran mujeres.
| Gráfica de evolución demográfica de Axexela entre 1900 y 2010                                                |
| |
| Instituto Nacional de Estadística y Geografía. «Archivo histórico de localidades». Consultado el 23-11-2008. |